# فرانك ألين
فرانك ألين (بالإنجليزية: Frank Allen)‏ (5 مايو 1901 في المملكة المتحدة - 30 أكتوبر 1989 في المملكة المتحدة) هو لاعب كرة قدم بريطاني (وحمل سابقاً جنسية المملكة المتحدة لبريطانيا العظمى وأيرلندا) في مركز مهاجم داخلي. لعب مع نادي بارنسلي ونادي بانغور سيتي ونادي ساوثبورت ونادي لوهافر ونادي ليتون أورينت ونادي بارو ونادي نيلسون وNew Brighton A.F.C. ‏.

## وصلات خارجية
- فرانك ألين على موقع قاعدة بيانات كرة القدم.إي يو (الإنجليزية)